# Marilou Mermans
Marilou Mermans, née à Dessel le 27 octobre 1944, est une actrice belge.

## Filmographie

### Cinéma
- 1966 : Les Adieux : Passante
- 1968 : De geboorte en dood van Dirk Vandersteen jr. : Isidora Anna-Maria
- 1983 : Zaman : la mère des enfants
- 1986 : Paniekzaaiers : Marilou
- 1992 : Daens : Nora Scholliers, mère de Nette
- 1993 : Ad fundum d'Erik Van Looy : Magda Raes
- 1994 : Aids-express
- 1995 : She Good Fighter : Dora
- 1995 : Brylcream Boulevard : Institution Manager
- 1997 : De suikerpot
- 1997 : Sancta mortale
- 1997 : Blind Date : Mother
- 1997 : Op de drempel van de 21ste eeuw
- 1997 : Ik weet het niet
- 1997 : Gaston's War : Farmer's wife
- 1998 : Dief! : mère Van Reeth
- 1999 : Shades : Shopkeeper
- 2000 : Lijmen/Het been : Lady with Fur Coat
- 2004 : Een beetje liefde
- 2004 : Confituur : Emma
- 2005 : Beloofd
- 2008 : Linkeroever : Jeanne
- 2008 : Los : Vrouw in volksvergadering
- 2009 : Meisjes : Claire
- 2011 : Hasta la vista : la mère de Jozef
- 2013 : Le Verdict : propriétaire du magasin de proximité (scènes non reprises au montage final)
- 2015 : Gallus Gallus : Marie
- 2016 : Totem : Rita

### Télévision
- 1962 : Televisum (série télévisée) : Marilou
- 1968 : Dood van 2 dames (TV) : Patricia
- 1969 : Wij, heren van Zichem (série télévisée) : Wieske
- 1970 : De nacht van de moordenaars (TV) : Beba
- 1970 : Un homme de Dieu (TV) : Martine
- 1970 : De jongste dag (TV) : Anna
- 1970 : L'Annonce faite à Maria (TV) : Violaine
- 1972 : Les Femmes au tombeau (TV) : Magdalena
- 1973 : Een vlo in het oor (TV) : Lucienne Homenides de Histangua
- 1973 : Paradijsvogels (TV) : Actrice
- 1973 : Bomma (TV) : Annette
- 1976 : De Grenadier van zijne majesteit (TV) : Julie Gendebien
- 1977 : Het ouderlijk huis (TV) : Mia
- 1981 : De man die niet van gedichten hield (TV) : Rita
- 1985 : Meester, hij begint weer! (série télévisée) : la mère
- 1989 : Het spook van Monniksveer (TV) : Aline Maesse
- 1990 : Une femme marquée (TV) : Claire
- 1990 : Late zomer (TV) : Edith
- 1990 : Alfa Papa Tango (série télévisée)
- 1993 : Langs de kade (série télévisée)
- 1993 : F.C. De Kampioenen (série télévisée) : Irma Corthout
- 1995 : Wittekerke (série télévisée) : Betty, vriendin van Magda
- 1995 : Het verdriet van België (série télévisée) : Zuster Koedde
- 1996 : Heterdaad (série télévisée) : Mevrouw Van Steenbergen
- 1997 : Windkracht 10 (série télévisée) : Anne, la voisine
- 1997 : Over de liefde (série télévisée) : la belle-mère
- 1999 : Hof van Assisen (nl) (série télévisée) : Germaine De Rycke
- 2000 : Recht op recht (série télévisée) : Tante Emma Boon
- 2000 : Flikken (série télévisée) : Moeder Bauwens
- 2001 : Liefde & geluk (série télévisée) : Mevrouw Verheyden
- 2003 : Sedes & Belli (série télévisée) : Simonne Sedes
- 1994 : Lili & Marleen (série télévisée) : Lisa
- 2004 : Aspe (série télévisée) : Zuster Marie-Louise
- 2005 : Matrioshki : Le Trafic de la honte (Matroesjka's) (série télévisée) : Vivianne De Donder
- 2005 : Verschoten en zoon (série télévisée) : Véronique Blanpain
- 2004 : De wet volgens Milo (série télévisée) : Rechter
- 2005 : Rupel (série télévisée) : Annie Haack
- 2006 : Vleugels (TV) : Mariette
- 2006 : De gek op de heuvel (TV)
- 2006 : De kavijaks (série télévisée)
- 2000 : Spoed (série télévisée) : Christianne Van Breda
- 2007 : Uit het leven gegrepen: Kaat & Co (série télévisée) : Gerda, la mère de Margot
- 2001 : Familie (série télévisée) : Isabelle Solie
- 2009 : Code 37 (série télévisée) : Dora Ooms
- 2009 : Thuis (série télévisée) : Els Vervloet
- 2008 : Zone stad (série télévisée) : Directrice
- 2004 : Witse (série télévisée) : Bieke Vreelust
- 2012 : Quiz Me Quick (série télévisée) : Lydia De Nert
- 2012 : Crimi Clowns (série télévisée) : Dochter Jefke
- 2013 : Binnenstebuiten (série télévisée) : Lisette Verfaille
- 2015 : Vossenstreken (série télévisée) : Alice De Duve
- 2015 : Voor wat hoort wat (série télévisée) : Mia

## Distinctions
- 2011 : Mira d'or